# David Rudman
David Rudman (Chicago, 1 juni 1964) is een Amerikaans poppenspeler, televisieregisseur en -producent. Hij volgde in 1992 Richard Hunt op als één helft van het Tweekoppige Monster en in 2002 Frank Oz als Koekiemonster in Sesamstraat.
Rudman werkte voor het eerst met de Muppets toen hij in 1981 stage liep bij de Muppet Workshop, waar de poppen worden vervaardigd door een groep van ontwerpers en poppenmakers. Hij was toen achttien jaar. Een jaar later behaalde hij zijn diploma aan Chicago's Highland Park High School. Richard Hunt hielp hem aan een baan als Muppet-poppenspeler. In deze functie werkte hij mee aan producties als Teenage Mutant Ninja Turtles, The Muppets Take Manhattan en Labyrinth.
Na Richard Hunts overlijden in 1992 nam Rudman diens helft van het Tweekoppige Monster over. In 2009 kreeg hij ook Hunts rollen Janice, Scooter en Wayne toegewezen, twee poppen die sinds 1992 nauwelijks meer waren gebruikt. Vanaf 2001 nam Rudman langzaamaan de rol van Koekiemonster over van Frank Oz, omdat die zich meer wilde storten op zijn werk als regisseur. Sinds het ontslag van Steve Whitmire in 2017 heeft Rudman ook de rol van Beaker overgenomen. 
Samen met zijn broer Adam Rudman, die scenario's schrijft voor Sesamstraat, en Todd Hannert is hij eigenaar van productiebedrijf Spiffy Pictures. Dit bedrijf produceerde Jack's Big Music Show (2005–2007), een poppenserie voor peuters en kleuters. Daarnaast schreef en regisseerde David Rudman liveactionfilms en tekenfilms voor Sesamstraat, MTV, Disney Channel en Comedy Central. Ook maakte hij reclamespots voor onder andere Coca-Cola en Disney World.
Rudman was in 2005 genomineerd voor een Daytime Emmy Award in de categorie Outstanding Performer in a Children's Series (Uitzonderlijk artiest in een kinderserie) voor zijn rollen in Sesamstraat als Baby Beer en Koekiemonster. In 2008 was Jack's Big Music Show genomineerd voor een Emmy voor Outstanding Pre-school Television Series (Uitzonderlijke televisieserie voor peuters).
Ook speelt Rudman sinds 2011, door de film The Muppets, de rol van het personage Miss Poogy.